# Véronique Pierron
Pour les articles homonymes, voir Pierron.
Véronique Pierron, née le 22 juillet 1989 à Sedan, est une patineuse de vitesse sur piste courte française.

## Carrière
Véronique Pierron découvre le short-track à 8 ans en assistant par hasard à une compétition à la patinoire de Charleville-Mézières. Elle grandit à Francheval un petit village des Ardennes, où elle va apprendre avec son père, Jean-Marc Pierron (Professeur de Sport) à faire du roller ainsi que du patin sur glace à la patinoire de Charleville-Mézières. Ainsi elle remporte les titres de championne de France de 2002 à 2011. Elle est remplaçante du relais aux épreuves de patinage de vitesse sur piste courte aux Jeux olympiques de 2006, à Turin. Elle participe aux Jeux Olympiques de 2010 se déroulant à Vancouver et se classe 14e du 500 mètres. En contrat avec la région Champagne-Ardenne et la Fédération française des sports de glace (FFSG), Véronique Pierron poursuit ses entraînements tout en menant des études, dans une école de commerce à Reims.
Aux Championnats d'Europe 2012 se tenant à Mlada Boleslav, elle remporte la médaille de bronze sur 1 000 mètres. Du 7 au 23 février 2014, elle participera à nouveau aux Jeux olympiques de Sotchi, qualifiée pour 3 épreuves, elle est éliminée en série du 500 mètres, en quart de finale du 1 000 mètres et termine 10e du 1 500 mètres.
En Janvier 2015, Véronique renoue avec les podiums en décrochant une médaille de Bronze aux Championnats d'Europe se déroulant à Dordrecht sur la distance du 1500m. Une belle revanche après de nombreuses blessures.
Elle est étudiante à l'université de Savoie.
Elle participe aux Jeux olympiques d'hiver de 2018 et finit 5e de la demi-finale du 1 500 mètres.
Elle se classe 3ème de l'épreuve du 1000 mètres lors de la coupe du monde 2018 à Calgary.